# عبد الله بوغرا
عبد الله بوغرا أو عبد الله بن بغرا (توفي عام 1934) (بالأويغورية: ئابدۇللا بۇغرا)، هو أمير جمهورية تركستان الشرقية الأولى. وهو الأخ الأصغر لمحمد أمين بوغرا وشقيقه الأكبر الأمير نور أحمد جان بوغرا. قاد الأمير عبد الله قوات الأويغور المسلمين في معركة كاشغر (1934) ضد الكتيبة 36 من الجيش الصيني. وكانت الكتيبة تتكون من الصينيين المسلمين الموالين للحكومة الصينية، قُتل الأمير عبد الله في عام 1934 في معركة ياركند بواسطة المسلمين الصينيين الموالين للحكومة الصينية. ولكن جثته لم يعثر عليها، مما أثار التكهنات حول مصيره.
وقالت العديد من المصادر أنه تم قطع رأسه بعد قتله، وعُلقت في مسجد عيد غا.